# Kyle and Carrick
Kyle and Carrick (A' Chùil agus a' Charraig en gaélique écossais) est un ancien district écossais qui existe de 1975 à 1996. Appartenant à la région de Strathclyde, son chef-lieu est la ville d'Ayr.
Le district est formé par le Local Government (Scotland) Act 1973 à partir de morceaux de l'ancien comté d'Ayrshire :
- les burghs d'Ayr, Girvan, Maybole, Prestwick et Troon ;
- les districts de Girvan et Maybole ;
- les districts d'Ayr (à part la ville nouvelle d'Irvine) ;
- une partie du district de Dalmellington.

Il disparaît en 1996 à la suite du Local Government etc. (Scotland) Act 1994. Le conseil du South Ayrshire reprend les frontières de l'ancien district.

## Histoire électorale
| Élection | Élection | vainqueur    | Administration |
| -------- | -------- | ------------ | -------------- |
|          | 1974     | Conservateur | Conservatrice  |
|          | 1977     | Conservateur | Conservatrice  |
|          | 1980     | Travailliste | Travailliste   |
|          | 1984     | Conservateur | Conservatrice  |
|          | 1988     | Travailliste | Travailliste   |
|          | 1992     | Conservateur | Conservatrice  |